# Eythorne
Eythorne är en ort och civil parish i grevskapet Kent i sydöstra England. Orten ligger i distriktet Dover, cirka 9 kilometer nordväst om Dover. Tätorten (built-up area) hade 1 487 invånare vid folkräkningen år 2021.